# Malleola sanguinicors
Malleola sanguinicors är en orkidéart som beskrevs av P.O'byrne och Jaap J. Vermeulen. Malleola sanguinicors ingår i släktet Malleola och familjen orkidéer. Inga underarter finns listade i Catalogue of Life.